# Marica Nadlišek Bartol

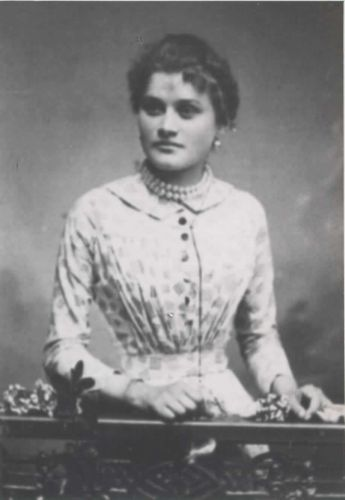
Marica Nadlišek Bartol

Marica Nadlišek Bartol, auch Marica Bartol Nadlišek (* 10. Februar 1867 in Triest, Kaisertum Österreich; † 3. Januar 1940 in Ljubljana, Jugoslawien) war eine slowenische Schriftstellerin, Übersetzerin und Chefredakteurin der ersten slowenischen Frauenzeitschrift Slovenka.

## Leben
Marica Nadlišek Bartol war die Mutter des Schriftstellers Vladimir Bartol, bekannt für seinen historischen Roman Alamut (1938). Sie absolvierte 1886 die Reifeprüfung an der Lehrerbildungsanstalt in Gorizia/Görz und unterrichtete anschließend an Schulen im Umland von Triest. Von 1897 bis 1900 war sie Chefredakteurin der ersten slowenischen Frauenzeitschrift Slovenka, die in Triest erschien und sich national-emanzipatorischen Themen widmete. Nadlišek Bartol schrieb über Literatur und Frauenfragen und verfasste auch für andere slowenische Zeitungen (z. B. für Slovenski svet, Slovenski narod etc.) Beiträge zu diesen Themen
Marica Nadlišek genoss zwar keine universitäre Ausbildung, aber ihr Wissensdurst, die Lektüre von italienischen, russischen, französischen und deutschen Klassikern und ihre Liebe zur Belletristik verhalfen ihr zu großer Belesenheit, wodurch sie einen deutlich größeren geistigen und kulturellen Horizont hatte als eine einfache Lehrerin ihrer Zeit. Sie wollte in allen Bereichen eine fortschrittliche Frau sein, nahm schon als junge Lehrerin an Veranstaltungen des slowenisch nationalen Turnvereins Sokol teil, erlernte das Radfahren und kaufte sich sogar ein eigenes Fahrrad. Sie war außerdem Mitglied des Allgemeinen Slowenischen Frauenvereins Splošno slovensko žensko društvo.
Ihren emanzipatorischen Schriften zum Trotz beendete sie 1899 nach ihrer Eheschließung ihre Karriere als Schriftstellerin und Redakteurin. Sie zog sich aus der Arbeitswelt zurück und stellte ihr öffentliches Engagement größtenteils ein.

## Werk
Im Jahr 1889 veröffentlichte sie in der slowenischen literarischen Monatsschrift Ljubljanski zvon ihre erste Erzählung Moja prijateljica. Danach schrieb sie Kurzgeschichten und veröffentlichte im Jahr 1898 den Roman Fata morgana. Ihre ersten Erzählungen wurden teilweise von ihrem Leben als Lehrerin inspiriert und thematisierten die weibliche Sehnsucht nach Liebe und das Triestiner Kleinbürgertum. Nadlišek Bartol übersetzte auch italienische, deutsche und russische Literatur ins Slowenische. Im Jahr 1927 schrieb sie ihre Autobiografie, 1938 überarbeitete sie diese und bereitete sie für die Veröffentlichung vor, die aber erst nach ihrem Tod in der Triestiner Zeitschrift Razgledi (1948) erfolgte. In Buchform sind ihre Werke zu Lebzeiten nie erschienen. Der Roman Fata Morgana (1998) und der Roman Na Obali (2005) wurden erst lange nach ihrem Tod publiziert.